# San José del Talar
San José del Talar es una iglesia en Buenos Aires, Argentina.  

## María Desatanudos

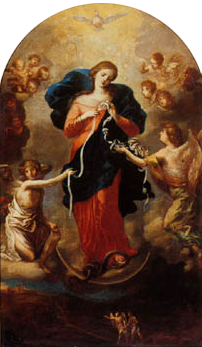

María, que Desata los Nudos, que es visitado cada día 8 del mes por miles de peregrinos. Es una replica de la imagen que se encuentra en San Pedro en el Perlach, en Augsburgo y fue traída por el jesuita Jorge Mario Bergoglio (Papa Francisco) a Buenos Aires.